# گونه کاربردی (زبان‌شناسی اجتماعی)
گونه کاربردی، گونه موقعیتی یا سیاق (به انگلیسی: Register) به گونه‌ای از زبان گفته می‌شود که مربوط به ویژگی‌های گفتمانی کلام یا متن است. از انواع گونه کاربردی می‌توان به گونه اداری، روزنامه‌ای، ورزشی، علمی، تجاری، ادبی و بسیاری از حرفه‌ها و تخصص‌ها اشاره کرد.

## تفاوت گونه کاربردی با سبک
برخی زبان‌شناسان گونه کاربردی و سبک (به انگلیسی: Style) را یکسان می‌انگارند اما دیگر زبان‌شناسان بین این دو، تفاوت قائل شده‌اند. در واقع، سبک مربوط به کاربرد زبان در موقعیت‌های اجتماعی متفاوت است. در تعیین سبک رابطه گوینده و شنونده، فاصله اجتماعی آنها و موقعیت (از نظر زمان، مکان، حضور یا غیاب دیگران) عوامل موثرند.